# Oskar Wittstock
Oskar Wittstock (supranumit der Ältere - cel „bătrân”, pentru a-l deosebi de Oskar Wittstock, teolog, scriitor și istoric 1893-1979, supranumit „cel tânăr”) (n. 27 august 1865, Bistrița – d. 8 august 1931, Sibiu) a fost un preot și scriitor de limba germană, sas din Transilvania.
Tatăl său a fost directorul Gimnaziului Evanghelic din Bistrița. Și-a petrecut copilăria la Cisnădie, unde tatăl său a fost ales preot. A absolvit Gimnaziul Evanghelic din Sibiu.
A studiat apoi teologia și filologia la Sárospatak, Tübingen, Leipzig și Berlin.
După absolvirea studiilor, a lucrat câțiva ani ca învățător în Sibiu și apoi ca profesor de germană și latină la un gimnaziu.
În această perioadă, s-a alăturat unui cerc de oameni de știință, format din Friedrich Teutsch, Josef Capesius, Adolf Schullerus, Andreas Scheiner ș. a. toți rămași înscriși în istoria culturală a sașilor transilvăneni. Deoarece nevoile legate de activitățile în învățământ și politica culturală îi depășeau veniturile, fiind obligat să caute și surse suplimentare de venituri, s-a hotărât în 1902 să-și schimbe profesia, devenind preot în Avrig. În perioada septembrie 1908 - februarie 1909 a făcut o călătorie în America, cu scopul de a-i păstori acolo pe emigranții sași din Transilvania. S-a întors însă, și în 1909 a devenit preot în Biertan, iar între 1917 și 1925 a fost din nou preot în Cisnădie.
Deoarece sănătatea nu i-a mai permis să lucreze, în 1925 a ieșit la pensie și s-a retras la Sibiu, unde a decedat în 1931. Este înmormântat în Cimitirul Municipal.

## Familia
A fost căsătorit cu Pauline, fiica lui Wilhelm von Hochmeister, primar al Sibiului, și nepoata librarului Martin Hochmeister.
A fost tatăl scriitorului Erwin Wittstock (1899-1962) și bunicul scriitorului Joachim Wittstock (n. 1938) și al politicianului Eberhard-Wolfgang Wittstock (n. 1948).

## Scrieri
- Kleine Geschichten aus dem Siebenbürger Sachsenland, 1897
- Der sechste Tag - Aus den Briefen einer siebenbürgisch- sächsischen Lehrerin, roman, Curtius, Berlin, 1907
- Das heimatmüde Geschlecht, Mediaș, 1921
- Im Kampf um Brot und Geist. Darstellungen aus Leben und Entwicklung der deutschen Frau Siebenbürgens. Unter Mitwirkung des Freien Sächsischen Frauenbundes, Sibiu, 1927
- Grundlinien zur Entwicklung einer evangel.-auslandsdeutschen Kirchengemeinschaft, Mediasch, Reissenberger, 1929
- Johannes Honterus, der Siebenbürger Humanist und Reformator,  Göttingen 1970.